# Hanviller
Ne doit pas être confondu avec Hanweiler
Hanviller [ɑ̃vilɛʁ] est une commune française située dans le département de la Moselle, en Lorraine et en région Grand Est.
Le village fait partie du pays de Bitche et du bassin de vie de la Moselle-Est. En 2022, la population légale est de 189 habitants, appelés les Hanvillerois.

## Géographie

### Localisation
Le village se situe au bord de la Horn, dans le pays de Bitche, au milieu des forêts largement entamées par les clairières de défrichement, en pays couvert.
Non loin du village se trouve un camp militaire servant aux soldats du 16° Bataillon de chasseur stationné à Bitche.

### Écarts et lieux-dits
- La ferme de Gentersberg.
- Le moulin de la Schwingmühle.
- Le rocher du Krackerfelsen.
- La source de Guterbrunne.

### Géologie et relief
Commune située dans le Massif des Vosges, membre du parc naturel régional des Vosges du Nord.
Formations géologiques du territoire communal présentes à l'affleurement ou en subsurface
Forêts de Lemberg et de Bitche.
La commune se compose de 26,04 hectares de territoires artificialisés (2,98 %), 210,25 hectares de territoires agricoles (24,08 %) et 636,39 hectares de forêts et milieux semi-naturels (72,90 %).
Espaces naturels :
- Un espace protégé hors Natura 2000 :

Forêt de Hanau Mouterhouse Sturzelbronn Goendersberg,
Vosges Du Nord. Réserve de Biosphère, zone tampon,
Vosges Du Nord. Réserve de Biosphère, zone de transition,
Vosges Du Nord. Parc naturel régional.
- Une zone naturelle d'intérêt écologique, faunistique et floristique (Znieff) :

Forêts spontanées des Vosges du Nord,
Terrain militaire de Bitche,
Pays de Bitche,
Vallon en forêt du Nassenwald à Breidenbach,
Forêt de Teuflsbrueck et milieux prairiaux à Lengelsheim.

### Sismicité
Commune située dans une zone de sismicité 2 faible.

### Hydrographie et les eaux souterraines
La commune est située dans le bassin versant du Rhin au sein du bassin Rhin-Meuse. Elle est drainée par la Horn, le ruisseau le Breidenbach, le ruisseau du Kamp et le ruisseau Moosbach.
La Horn, d'une longueur totale de 27,6 km, prend sa source dans la commune de Bitche, traverse huit communes française, puis pousuit son cours dans le Land de Rhénanie-Palatinat en Allemagne où il conflue avec le Schwarzbach.
Le Breidenbach, d'une longueur totale de 10,4 km, prend sa source dans la commune de Schorbach et se jette  dans la Horn à Walschbronn, après avoir traversé sept communes.

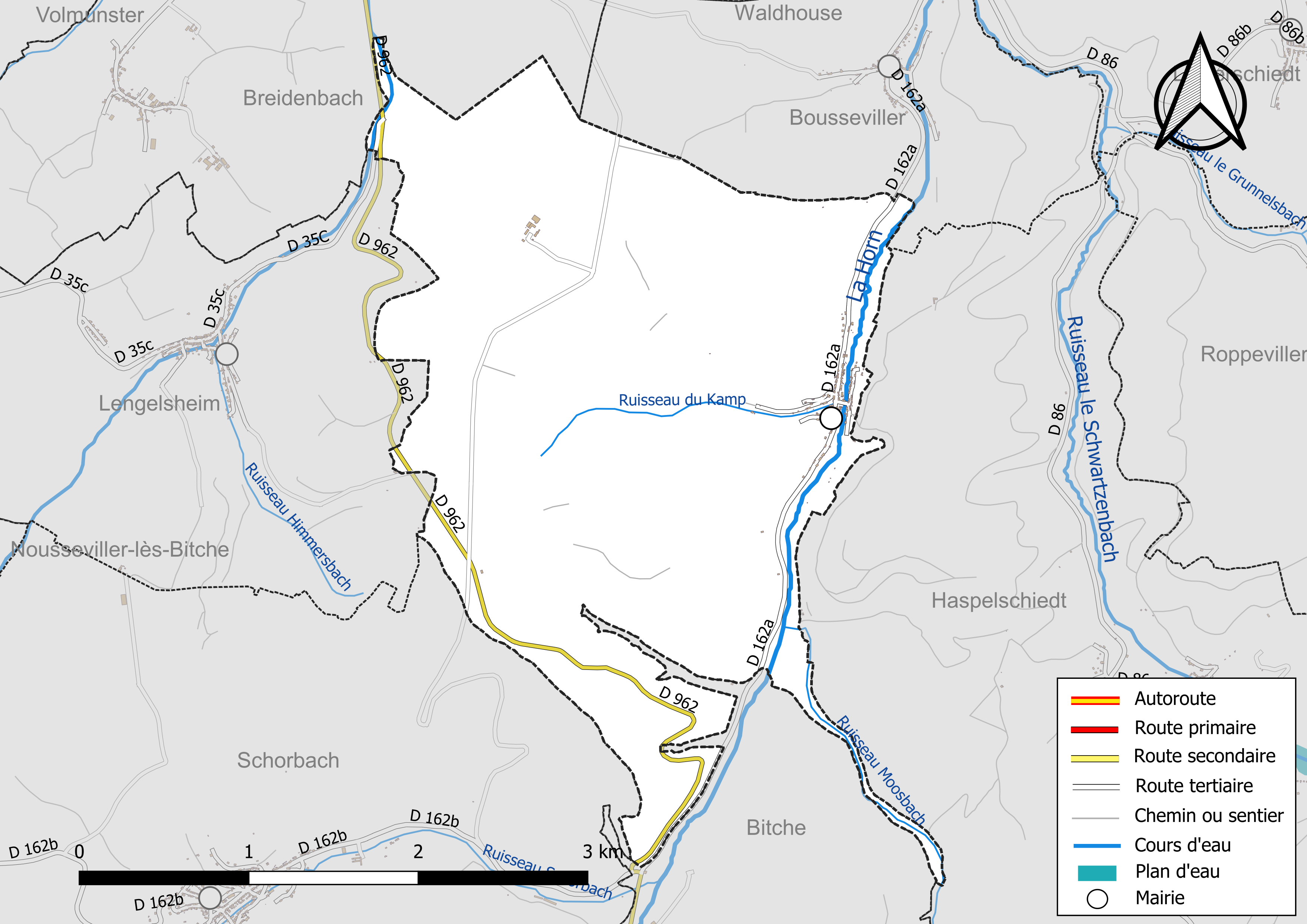
Réseaux hydrographique et routier de Hanviller.

La qualité des eaux des principaux cours d’eau de la commune, notamment de la Horn et du ruisseau le Breidenbach, peut être consultée sur un site spécial géré par les agences de l’eau et l’Agence française pour la biodiversité.

## Urbanisme

### Typologie
Au 1er janvier 2024, Hanviller est catégorisée commune rurale à habitat dispersé, selon la nouvelle grille communale de densité à sept niveaux définie par l'Insee en 2022.
Elle est située hors unité urbaine. Par ailleurs la commune fait partie de l'aire d'attraction de Bitche, dont elle est une commune de la couronne,. Cette aire, qui regroupe 10 communes, est catégorisée dans les aires de moins de 50 000 habitants,.

### Occupation des sols
L'occupation des sols de la commune, telle qu'elle ressort de la base de données européenne d’occupation biophysique des sols Corine Land Cover (CLC), est marquée par l'importance des forêts et milieux semi-naturels (72,9 % en 2018), une proportion sensiblement équivalente à celle de 1990 (72,6 %). La répartition détaillée en 2018 est la suivante : 
forêts (72,9 %), terres arables (10,4 %), zones agricoles hétérogènes (10,3 %), prairies (3,4 %), zones urbanisées (3 %). L'évolution de l’occupation des sols de la commune et de ses infrastructures peut être observée sur les différentes représentations cartographiques du territoire : la carte de Cassini (XVIIIe siècle), la carte d'état-major (1820-1866) et les cartes ou photos aériennes de l'IGN pour la période actuelle (1950 à aujourd'hui).

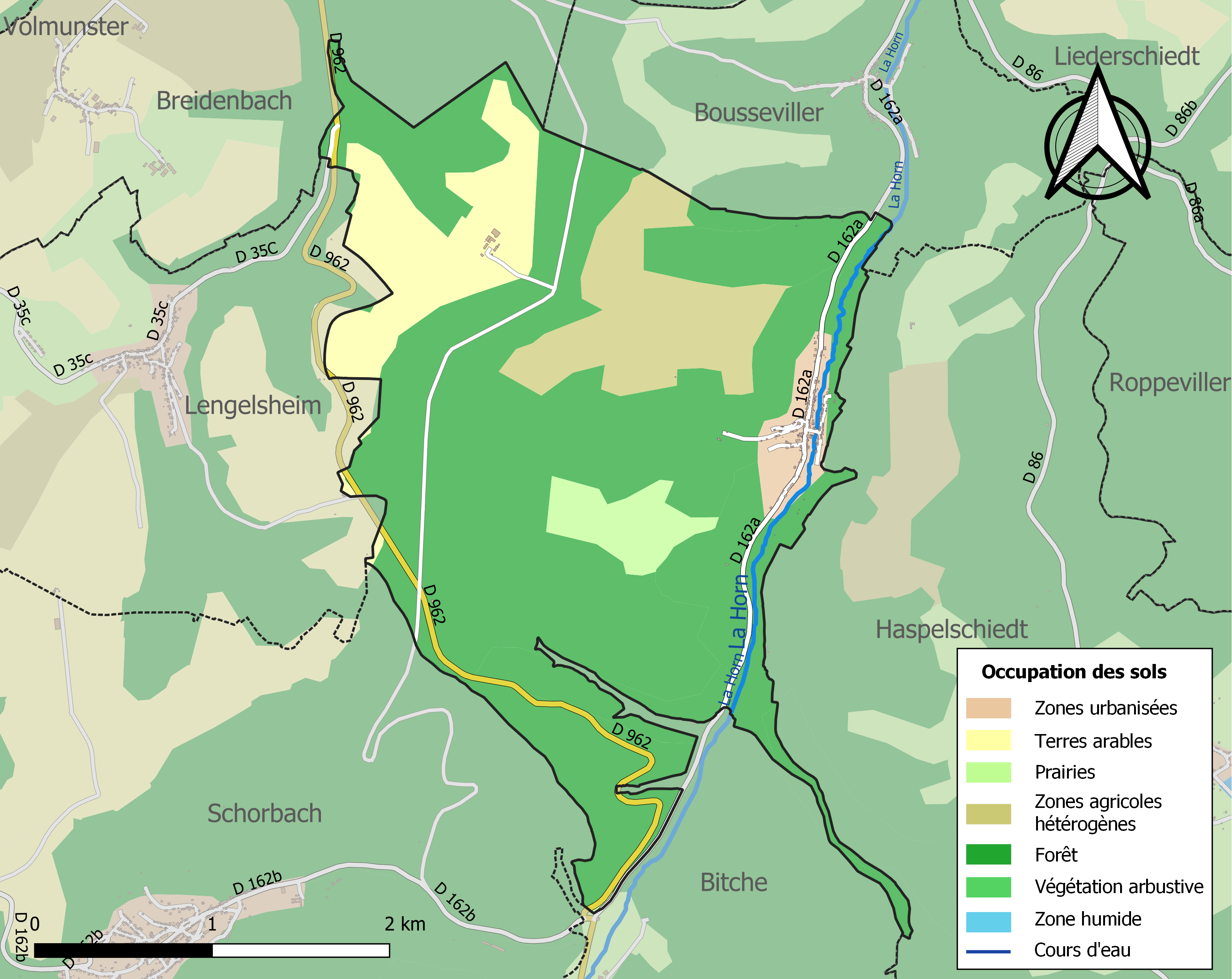
Carte des infrastructures et de l'occupation des sols de la commune en 2018 (CLC).

### Climat
Pour des articles plus généraux, voir Climat du Grand Est et Climat de la Moselle.
En 2010, le climat de la commune est de type climat des marges montargnardes, selon une étude du Centre national de la recherche scientifique s'appuyant sur une série de données couvrant la période 1971-2000. En 2020, Météo-France publie une typologie des climats de la France métropolitaine dans laquelle la commune est exposée à un climat semi-continental et est dans la région climatique  Vosges, caractérisée par une pluviométrie très élevée (1 500 à 2 000 mm/an) en toutes saisons et un hiver rude (moins de 1 °C). 
Pour la période 1971-2000, la température annuelle moyenne est de 9,7 °C, avec une amplitude thermique annuelle de 17,2 °C. Le cumul annuel moyen de précipitations est de 939 mm, avec 12,5 jours de précipitations en janvier et 9,8 jours en juillet. Pour la période 1991-2020, la température moyenne annuelle observée sur la station météorologique de Météo-France la plus proche, « Volmunster », sur la commune de Volmunster à 8 km à vol d'oiseau, est de 10,2 °C et le cumul annuel moyen de précipitations est de 760,1 mm. 
La température maximale relevée sur cette station est de 37,6 °C, atteinte le 25 juillet 2019 ; la température minimale est de −18,6 °C, atteinte le 24 décembre 2001,,. 
Les paramètres climatiques de la commune ont été estimés pour le milieu du siècle (2041-2070) selon différents scénarios d'émission de gaz à effet de serre à partir des nouvelles projections climatiques de référence DRIAS-2020. Ils sont consultables sur un site spécial publié par Météo-France en novembre 2022.

### Voies de communications et transports

#### Voies routières
- D162a vers Bousseviller, Schorbach[28].
- D962 vers Bitche.

#### Transports en commun
- Fluo Grand Est.

##### SNCF
- Gare de Bitche,
- Gare de Rohrbach-lès-Bitche,

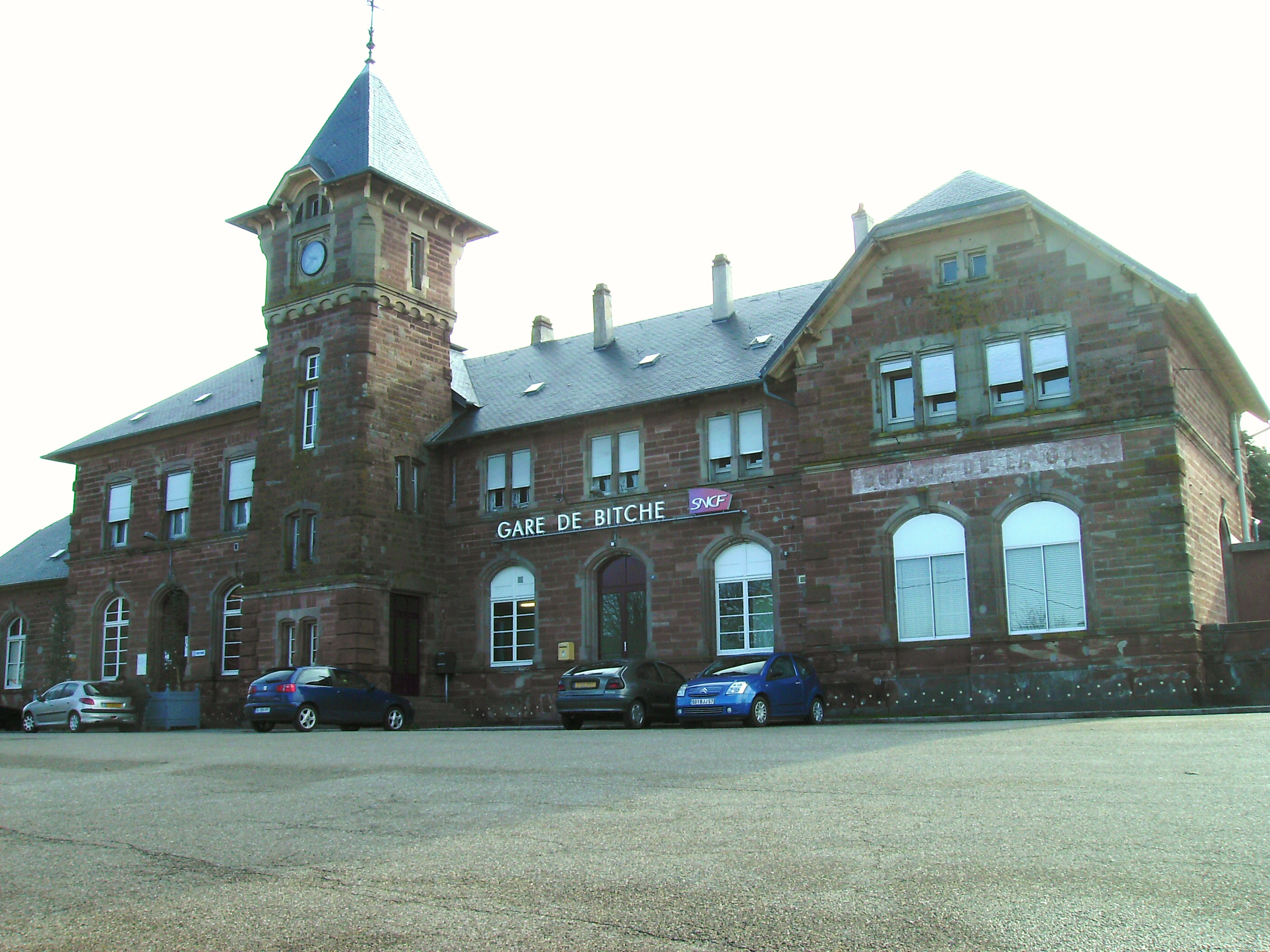
Gare de Bitche.

- Ancienne Gare de Wœlfling-lès-Sarreguemines,
- Gare de Wittring,
- Gare de Sarreinsming.

## Toponymie
- 1493 : Hanwylr, 1544 : Hanweiller, 1594 : Hantzweiler, 1752 : Hanweiller, 1755 : Hanwiller, 1793 : Hanweiller, 1801 : Hamveiller, XIXe siècle : Hanwiller, 1918 : Hanviller-lès-Bitche.
- Honnwiller[29] et Hawiller en francique lorrain, Hanweiler en allemand.

## Histoire
Le village est mentionné dès 1493 sous la forme Hanwylr, du nom d'homme germanique Hanno et du substantif vilare, weyler, le village. Il a fait partie de la seigneurie de Bitche et de la mairie de Schorbach à la fin du XVIe siècle.
Avait une verrerie en 1779, fondée par le marquis de l'Aubespin : verrerie royale de Saint-Agricole.
Pendant la Seconde Guerre mondiale, le village est évacué le 2 septembre 1939 à Bréville, dans le département de la Charente.

## Politique et administration
| Période                                  | Période   | Identité         | Étiquette | Qualité      |
| ---------------------------------------- | --------- | ---------------- | --------- | ------------ |
| Les données manquantes sont à compléter. |           |                  |           |              |
| mars 1989                                | mars 2001 | Charles Fontaine | SE        |              |
| mars 2001                                | mars 2008 | Geneviève Chudz  | SE        |              |
| mars 2008                                | mai 2020  | Bernard Stecklé  | SE        |              |
| mai 2020                                 | En cours  | Claude Barbian   | SE        | Ancien cadre |

Du point de vue administratif, le village fait partie depuis 1790 du canton de Bitche. En 2017, le maire du village, Bernard Stecklé, avait une note de 20/20 en économie par le site Contribuables Associés.

### Budget et fiscalité 2023
En 2023, le budget de la commune était constitué ainsi :
- total des produits de fonctionnement : 187 000 €, soit 928 € par habitant ;
- total des charges de fonctionnement : 111 000 €, soit 550 € par habitant ;
- total des ressources d'investissement : 261 000 €, soit 1 294 € par habitant ;
- total des emplois d'investissement : 49 000 €, soit 240 € par habitant ;
- endettement : 174 000 €, soit 864 € par habitant.

Avec les taux de fiscalité suivants :
- taxe d'habitation : 13,33 % ;
- taxe foncière sur les propriétés bâties : 27,59 % ;
- taxe foncière sur les propriétés non bâties : 56,51 % ;
- taxe additionnelle à la taxe foncière sur les propriétés non bâties : 0,00 % ;
- cotisation foncière des entreprises : 0,00 %.

Chiffres clés Revenus et pauvreté des ménages en 2021 : médiane en 2021 du revenu disponible, par unité de consommation : 21 980 €.

### Intercommunalité
Commune membre de la Communauté de communes du Pays de Bitche.

## Population et société

### Démographie

#### Évolution démographique
L'évolution du nombre d'habitants est connue à travers les recensements de la population effectués dans la commune depuis 1793. Pour les communes de moins de 10 000 habitants, une enquête de recensement portant sur toute la population est réalisée tous les cinq ans, les populations de référence des années intermédiaires étant quant à elles estimées par interpolation ou extrapolation. Pour la commune, le premier recensement exhaustif entrant dans le cadre du nouveau dispositif a été réalisé en 2007.

En 2022, la commune comptait 189 habitants, en évolution de −10,43 % par rapport à 2016 (Moselle : +0,52 %, France hors Mayotte : +2,11 %).
| 1793 | 1800 | 1806 | 1821 | 1836 | 1841 | 1861 | 1866 | 1871 |
| ---- | ---- | ---- | ---- | ---- | ---- | ---- | ---- | ---- |
| 391  | 376  | 457  | 480  | 607  | 563  | 462  | 466  | 446  |

| 1875 | 1880 | 1885 | 1890 | 1895 | 1900 | 1905 | 1910 | 1921 |
| ---- | ---- | ---- | ---- | ---- | ---- | ---- | ---- | ---- |
| 419  | 373  | 348  | 333  | 345  | 389  | 395  | 358  | 358  |

| 1926 | 1931 | 1936 | 1946 | 1954 | 1962 | 1968 | 1975 | 1982 |
| ---- | ---- | ---- | ---- | ---- | ---- | ---- | ---- | ---- |
| 340  | 310  | 322  | 95   | 207  | 202  | 173  | 187  | 187  |

| 1990 | 1999 | 2006 | 2007 | 2012 | 2017 | 2022 | - | - |
| ---- | ---- | ---- | ---- | ---- | ---- | ---- | - | - |
| 201  | 217  | 247  | 251  | 224  | 208  | 189  | - | - |

La population a considérablement diminué, passant de 457 habitants en 1817 à 187 au recensement de 1982, après en avoir compté 563 en 1844.

## Statistiques détaillées
En 2007, le taux de célibataires dans la commune était de 33,9%; le taux de couple marié de 56,6 %, 2,6 % des couples étant divorcés. Le nombre de veufs et veuves de 6,9 %. Le taux d'activités de 69,4 % en 2007 et 74,3 % en 1999 et le taux de chômage y était de, en 2007, de 13,5%; en 1999 de 8,9 %.
Les retraités représentaient 14,3 % de la population en 2007.

### Enseignement
Établissements d'enseignements :
- Écoles maternelles et primaires à Haspelschiedt, Schorbach, Liederschiedt, Waldhouse, Bitche
- Collèges à Bitche, Lemberg, Rohrbach-lès-Bitche, Wingen-sur-Moder, Niederbronn-les-Bains,
- Lycées à Bitche, Éguelshardt.

### Santé
Professionnels et établissements de santé :
- Médecins à Walschbronn, Bitche,
- Pharmacies à Bitche, Volmunster, Lemberg, Goetzenbruck,
- Hôpitaux à Bitche, Niederbronn-les-Bains, Ingwiller, Goersdorf.

### Cultes
Du point de vue spirituel, le village est succursale de Schorbach, avant d'être érigé en paroisse de l'archiprêtré de Bitche en 1804. L'église paroissiale, construite dans les années 1786-1787 en remplacement d'une chapelle, est détruite en 1944 et reconstruite en 1960. Actuellement, la paroisse de Hanviller s'intègre dans une communauté de paroisses associant les villages de Schorbach, Bousseviller, Haspelschiedt, Liederschiedt, Roppeviller, Waldhouse et Walschbronn:la communauté de paroisse Saint-Benoît.

## Économie

### Entreprises et commerces

#### Agriculture
- Élevage d'ovins et de caprins,
- Élevage de vaches laitières.

#### Tourisme
- Hébergements et restauration à Bousseviller, Schorbach, Bitche.

#### Commerces
- Commerces et services de proximité à Bitch, Haspelschiedt, Soucht, Walschbronn[40].
- En 2017, le village disposait de quelque 6 entreprises; les sociétés Mazzouz, Troiano, Damien, PEC SAS...

## Culture locale et patrimoine

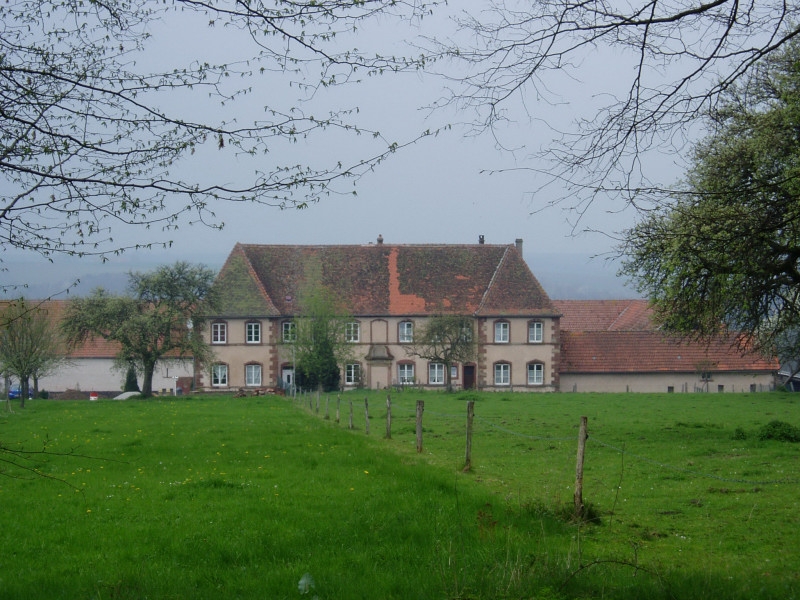
Château de Gendersberg.
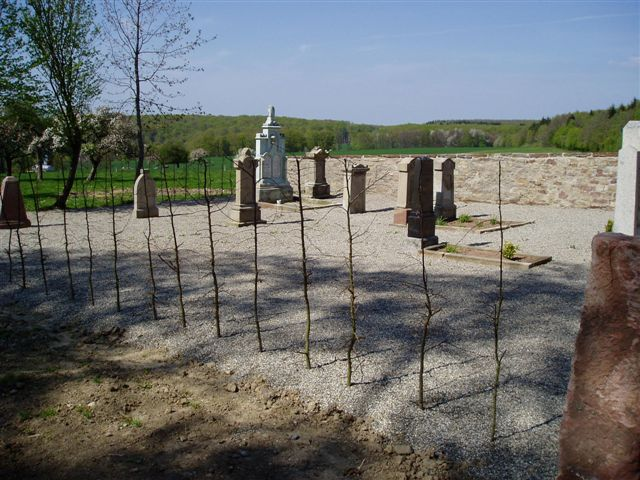
Cimetiere anabaptiste.
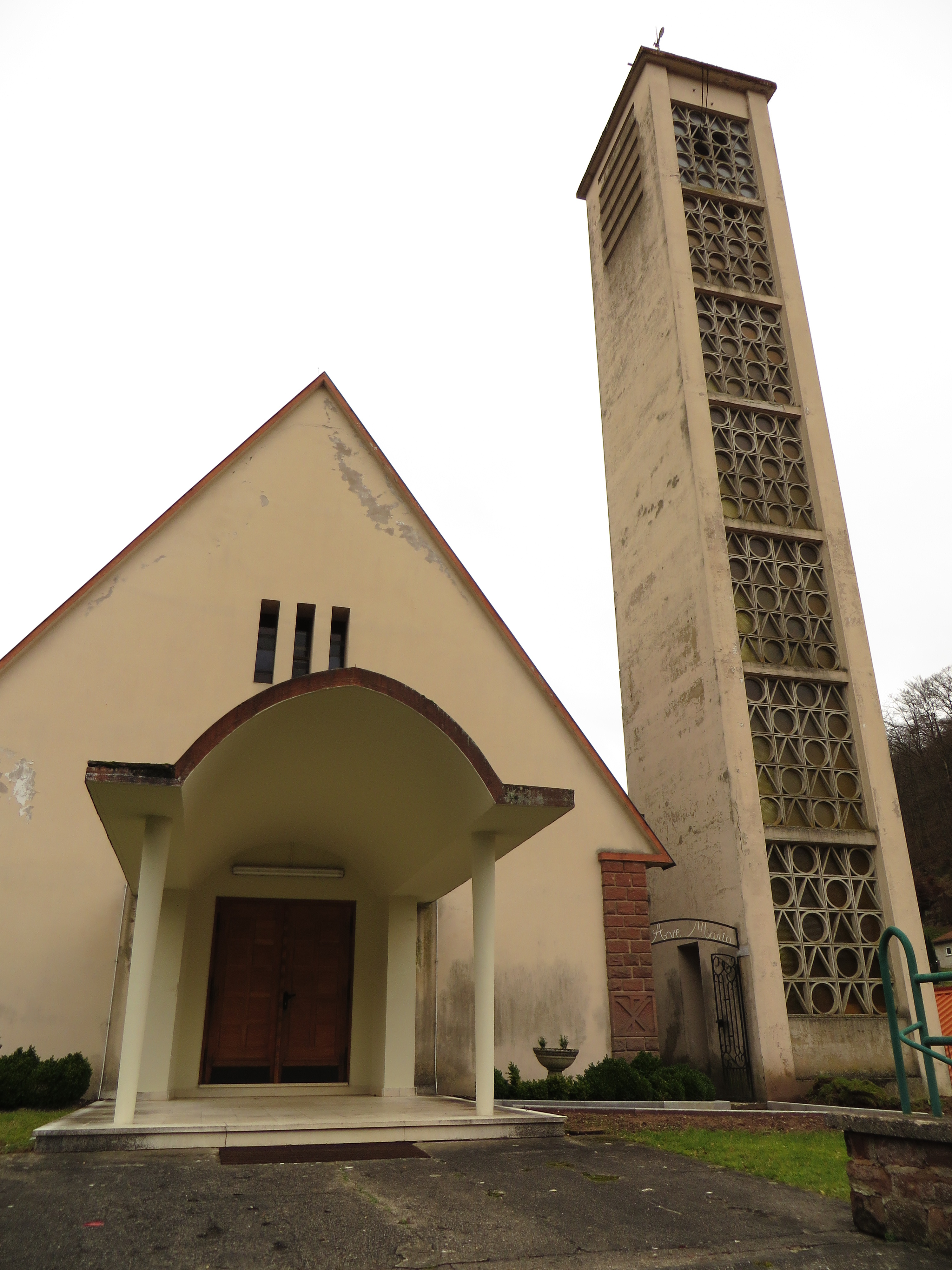
Église de l'Exaltation-de-la-Sainte-Croix.
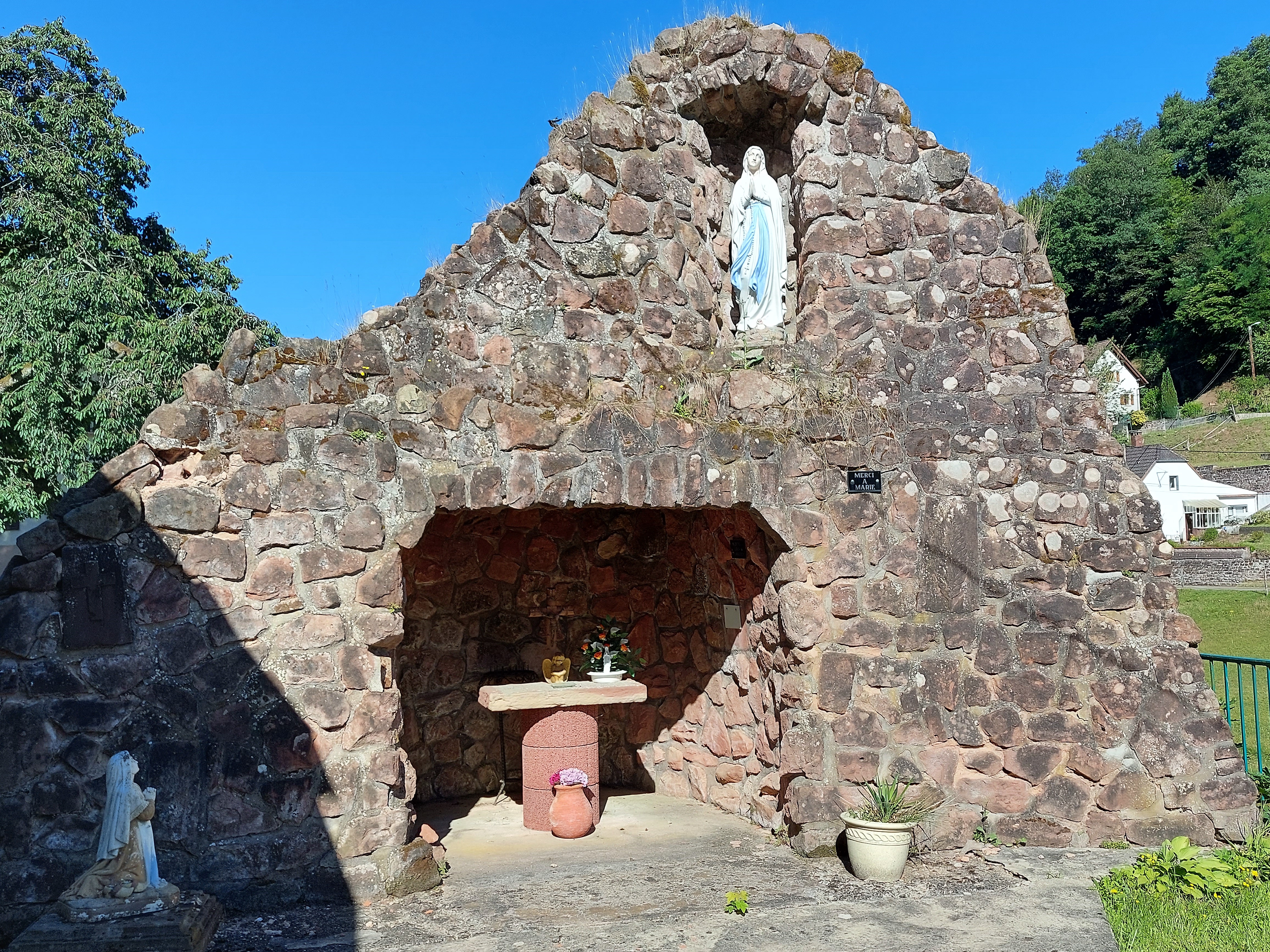
Grotte de Lourdes.
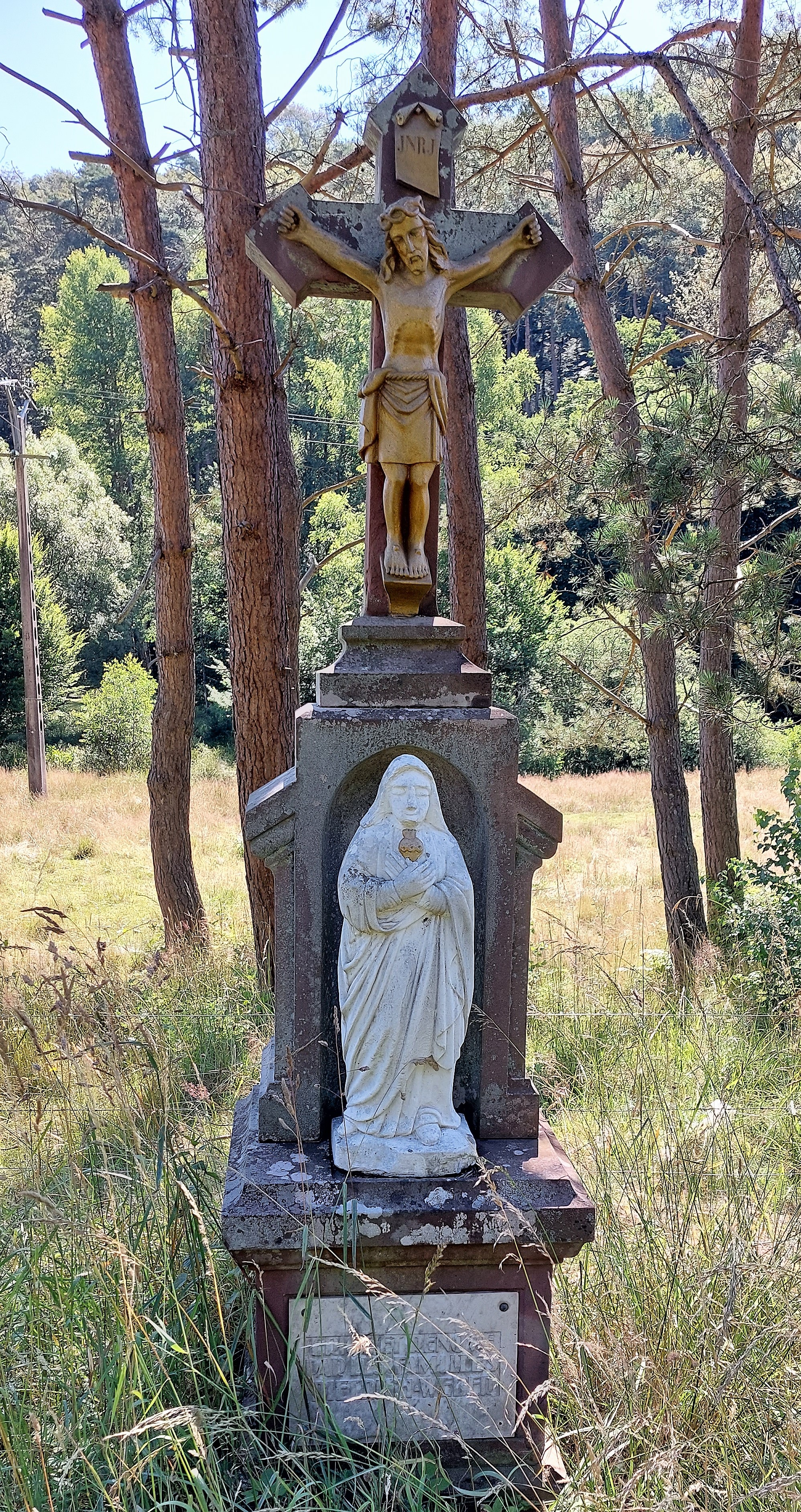
Calvaire D162a.
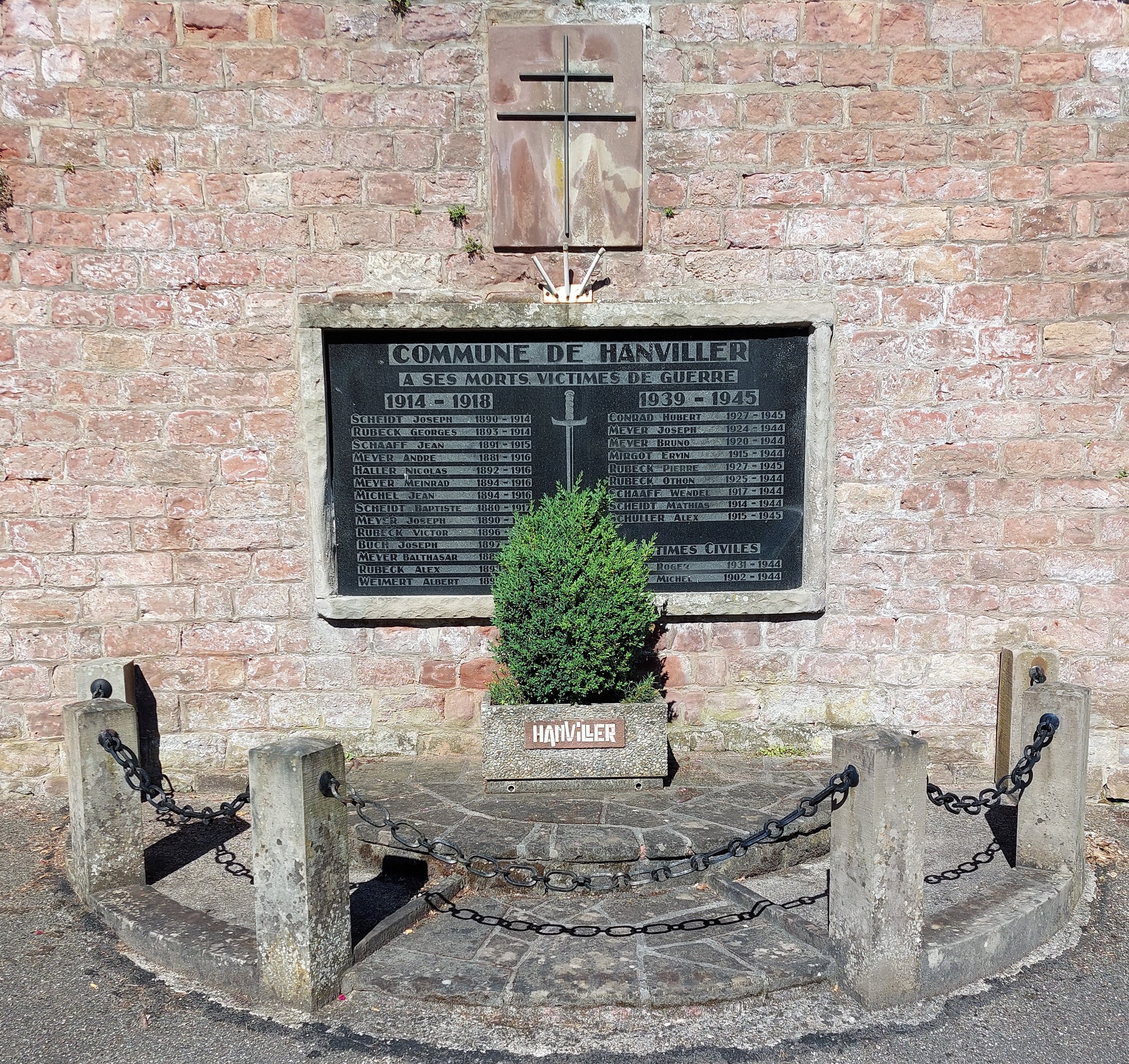
Monument aux morts.

### Lieux et monuments
- Le château fort de Gentersberg, construit au sud-ouest du village, dans la forêt du Dittenbacherwald, l'actuel bois de la Redoute, est acquis avant 1436 par Frédéric le Vieux, de la maison seigneuriale de Bitche, dit de Gentersberg. Propriété ducale au XVIe siècle, il est déjà en ruine à cette époque. Au nord-ouest du village, la ferme de Gentersberg a laissé la place, dans les premières décennies du XVIIIe siècle, à un château du même nom. Édifié par Jean-Fréderic Dithmar, substitut et receveur des finances du duc de Lorraine au comté de Bitche. Les façades et les toitures sont inscrits sur l'inventaire supplémentaire des monuments historiques par arrêté du 27 juin 1984[41],[42].
- À côté de cet ancien château se trouve un cimetière anabaptiste inscrit aux monuments historiques.[43],[44].
- La ferme de Gentersberg.
- Le moulin de la Schwingmühle[45].
- Le rocher du Krackerfelsen.
- La source de Guterbrunne.

#### Édifice religieux
- L'église de l'Exaltation-de-la-Sainte-Croix, construite en 1786, détruite en 1944, reconstruite et inaugurée en 1965[46]. En 2005, le conseil de fabrique a organisé, lors du repas paroissial, une exposition photo retraçant les 40 années de l'église[47].
- Entre le village et son voisin Bousseviller, une petite chapelle existe[48].
- Monument aux morts[49] : Conflits commémorés : Guerres 1914-1918 - 1939-1945.
- Croix de chemin[50],[51],[52],[53],[54].
- Grotte de Lourdes[55],[56].

#### Vie du village
- le Vélo Club L'éclair, qui depuis de nombreuses années fait vivre le village par ses sorties dominicales, sa passion pour les jeunes avec notamment son école cyclo, et la randonnée annuelle au mois d'avril.
- le club de gymnastique qui se réunit hebdomadairement.

### Héraldique
| Blason | Blasonnement : de sinople au massacre d'or surmonté d'une étoile de six rais de gueules, à la bordure d'or Commentaires : Le massacre de cerf et l'étoile sont les armes de la famille de Gentersberg, qui possédait un château sur le ban. Le sinople rappelle le nom de la localité (Hagen, le bois, la forêt). La bordure est empruntée aux armes du comté de Bitche. |